# Romelu Lukaku
Romelu Menama Lukaku Bolingoli (ur. 13 maja 1993 w Antwerpii) – belgijski piłkarz pochodzenia kongijskiego, występujący na pozycji napastnika, reprezentant Belgii. Brązowy medalista Mistrzostw Świata 2018, uczestnik Mistrzostw Świata 2014 i 2022, Mistrzostw Europy 2016, 2020 i 2024.

## Kariera klubowa
Romelu Lukaku jako junior trenował kolejno w zespołach Rupel Boom, Wintam i Lierse SK. W wieku 12 lat przeprowadził się do Brukseli i rozpoczął treningi w miejscowym klubie FC Brussels. Po roku przeszedł do jednej z najbardziej utytułowanych drużyn w kraju – RSC Anderlecht. W młodzieżowych drużynach Lukaku prezentował bardzo dobrą skuteczność – dla zespołu FC Brussels strzelił 68 goli w 68 meczach, a dla Anderlechtu 121 bramek w 88 meczach.
Profesjonalny kontrakt z Anderlechtem piłkarz podpisał w dniu swoich 16. urodzin, a umowa miała obowiązywać przez 3 lata. Pierwszy mecz w barwach „Fiołków” Lukaku rozegrał 24 maja 2009 przeciwko Standardowi Liège, kiedy to w 69. minucie zmienił Víctora Bernárdeza. Był to rewanżowy baraż o mistrzostwo kraju (pierwsze spotkanie zakończyło się remisem 1:1). Anderlecht przegrał 0:1 i mistrzowski tytuł wywalczyli piłkarze Standardu.

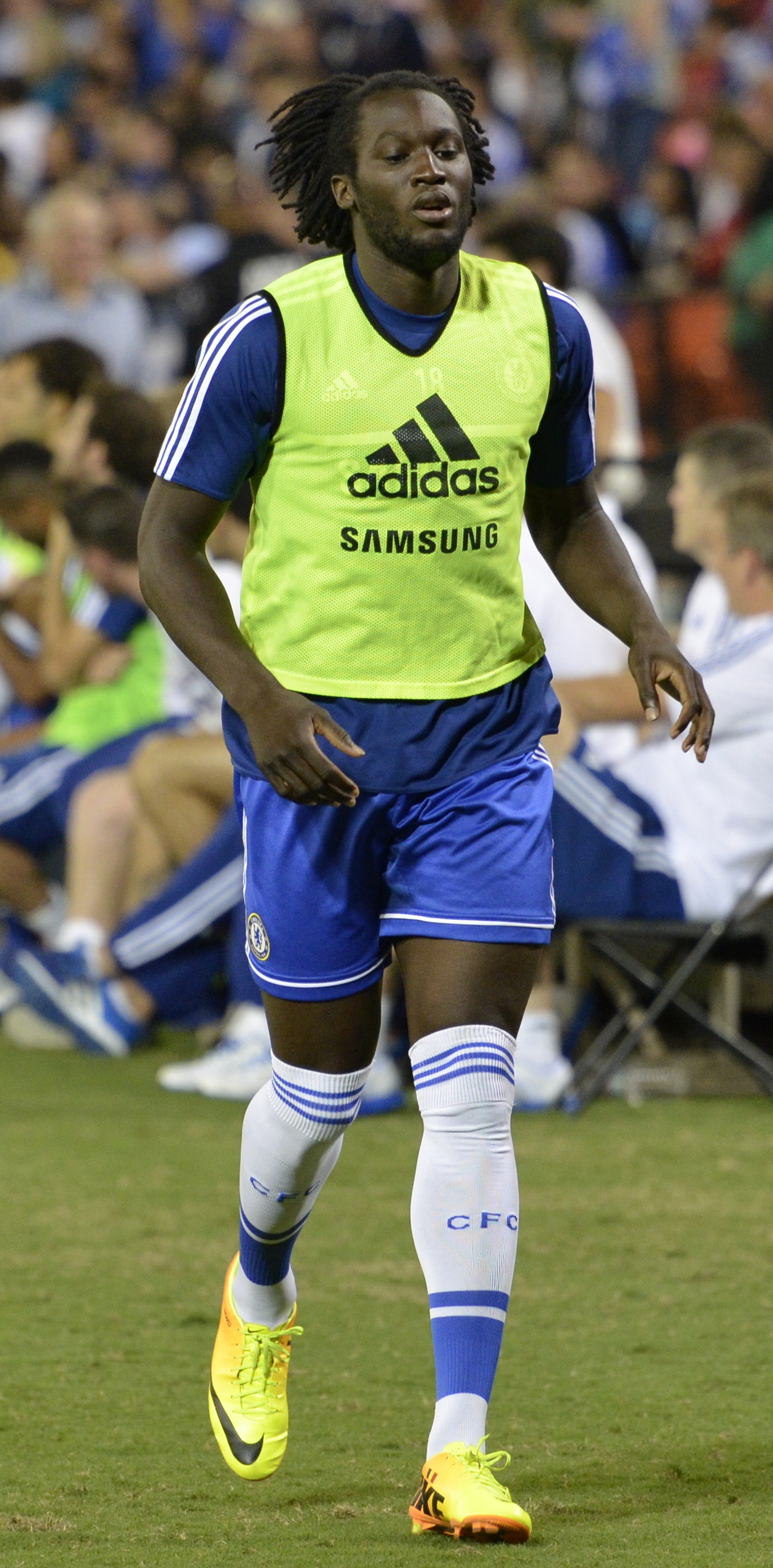
Lukaku w barwach Chelsea

Oficjalny debiut w rozgrywkach Eerste Klasse Lukaku zanotował 22 sierpnia 2009 podczas zwycięskiego 2:0 meczu z SV Zulte-Waregem. Na boisku pojawił się wówczas w 69. minucie zmieniając Rubenilsona dos Santosa da Rochę i 20 minut później strzelił gola ustalając wynik spotkania. Od tego czasu Lukaku regularnie zaczął dostawać szanse gry i szybko wyrósł na najlepszego strzelca zespołu w ligowych rozgrywkach. 17 grudnia młody Belg zdobył 2 bramki w wygranym 3:1 wyjazdowym meczu grupowym Ligi Europy UEFA z holenderskim AFC Ajax. Miał wówczas 16 lat i 218 dni, a w historii rozgrywek UEFA młodszymi strzelcami goli byli tylko Ghańczyk Nii Lamptey i Szwed Niklas Bärkroth. 6 sierpnia 2011 Chelsea doszła do porozumienia z Anderlechtem w sprawie transferu Lukaku. 18 sierpnia Belg został piłkarzem londyńskiego klubu. Zadebiutował w nim 27 sierpnia w wygranym 3:1 meczu z Norwich City, zmieniając w drugiej połowie Fernando José Torresa Sanza. 10 sierpnia 2012 został wypożyczony na rok do West Bromwich Albion. W 2013 podczas finału Superpucharu Europy w meczu Chelsea-Bayern Monachium zakończonym 2:2, o zwycięstwie któregoś z zespołów musiały zadecydować rzuty karne. Lukaku przestrzelił i jego drużyna przegrała. 2 września 2013 został wypożyczony do końca sezonu do Evertonu. 30 lipca podpisał 5-letni kontrakt z Evertonem. Everton zapłacił za niego 28 milionów funtów.
8 lipca 2017 Manchester United ogłosił, że doszedł do porozumienia z Evertonem w sprawie transferu Lukaku. 10 lipca 2017 podpisał 5-letni kontrakt z opcją przedłużenia o kolejny rok z Manchesterem United. Kwota transferu wyniosła 85 milionów funtów. Oficjalnie w klubie zadebiutował 8 sierpnia 2017 w przegranym 2:1 meczu o Superpuchar Europy przeciwko Realowi Madryt, rozgrywając całe spotkanie i zdobywając swoją pierwszą bramkę dla klubu.
8 sierpnia 2019 podpisał 5-letni kontrakt z Interem Mediolan.
12 sierpnia 2021 powrócił do Chelsea, związując się z nią 5-letnią umową.

## Kariera reprezentacyjna
W reprezentacji Belgii do lat 21 Lukaku zadebiutował 8 września 2009 w meczu przeciwko Słowenii. W 71. minucie strzelił bramkę i ustalił wynik spotkania na 2:0. 24 lutego 2010 Dick Advocaat powołał go do seniorskiej kadry na mecz z Chorwacją. Spotkanie zostało rozegrane 3 marca, Chorwacja zwyciężyła 1:0, a Lukaku spędził na boisku 77 minut.
11 października 2013 strzelił dwa gole, gdzie Belgia pokonała Chorwację 2:1 i zapewniła sobie awans na Mistrzostwa Świata 2014 w Brazylii. W maju 2014 znalazł się w kadrze Belgii na Mistrzostwa Świata 2014. 26 maja 2014 strzelił swojego pierwszego hat-tricka w towarzyskim meczu wygranym 5:1 z Luksemburgiem. 1 czerwca 2014 strzelił gola w wygranym 2:0 towarzyskim meczu ze Szwecją. 
W pierwszym meczu grupowym Belgii na Mistrzostwach Świata 2014 wygranym 2:1 z Algierią, wyszedł w podstawowym składzie i grał 58 minut, po czym zastąpił go Divock Origi. W 1/8 finału wszedł na boisko jako zmiennik przed dogrywką i trzy minuty później asystował przy zdobyciu pierwszej bramki Kevina De Bruyne a w 105. minucie strzelił swojego pierwszego gola w turnieju, gdzie Belgia pokonała Stany Zjednoczone 2:1. W ćwierćfinale przegranym 0:1 z Argentyną jako zmiennik wszedł na boisko w 59 minucie meczu za Divocka Origiego.
29 marca 2016 w meczu towarzyskim przegranym 1:2 na wyjeździe z Portugalią, strzelił gola honorowego gdzie asystę przy golu zaliczył jego brat Jordan Lukaku. Na Mistrzostwach Europy 2016 we Francji (18 czerwca) strzelił dwa gole w wygranym meczu 3:0 w drugiej fazie grupowej z Irlandią. 
10 listopada 2017 wyrównał rekord strzelców wszech czasów Belgii ustanowiony przez Bernarda Voorhoofa i Paula Van Himsta po tym jak strzelił dwa gole przeciwko Meksykowi w remisie 3:3. Cztery dni po wyrównaniu rekordu Lukaku został rekordzistą strzelców wszech czasów Belgii z 31 golami w reprezentacji w wieku 24 lat, po tym jak strzelił jedynego gola w wygranym 1:0 meczu z Japonią. FIFA początkowo oficjalnie uznała tylko 28 goli po unieważnionym międzynarodowym meczu towarzyskim z Luksemburgiem 26 maja 2014 r., w którym strzelił hat-tricka w wygranym 5:1 meczu, ponieważ były trener Belgii Marc Wilmots dokonał w meczu siedmiu zmian zamiast dozwolone sześć, które nie są zgodne z przepisami gry. 6 czerwca 2018 roku Lukaku oficjalnie został najlepszym strzelcem wszech czasów Belgii z 31 golami, po strzeleniu gola w wygranym 3:0 meczu z Egiptem. Przełamał także trójstronny remis z poprzednimi rekordzistami strzelców, Bernardem Voorhoofem i Paulem Van Himstem. 
Na Mistrzostwach Świata 2018 w Rosji 18 czerwca w pierwszym meczu grupowym strzelił dwa gole w wygranym meczu 3:0 z Panamą. 23 czerwca w drugim meczu grupowym ponownie strzelił dwa gole w wygranym 5:2 meczu z Tunezją i został pierwszym piłkarzem od czasów Diego Maradony, który zdobył po dwa gole w dwóch kolejnych meczach MŚ. Żaden inny belgijski piłkarz nigdy nie strzelił czterech goli na wielkim turnieju. Ostatecznie zakończył turniej z czterema golami i jedną asystą, co zapewniło mu nagrodę Brązowego Buta, a Belgia zakończyła turniej na trzecim miejscu.
10 października 2019 strzelił swojego 50. i 51. gola w reprezentacji w wygranym 9:0 z San Marino w kwalifikacjach do Euro 2020.
17 maja 2021 został powołany na Mistrzostwa Europy 2020. 12 czerwca 2021 strzelił dwa gole w pierwszym meczu grupowym Belgii wygrywając 3:0 z Rosją. 21 czerwca w ostatnim meczu grupowym strzelił gola w wygranym 2:0 meczu z Finlandią. 2 lipca w ćwierćfinale strzelił jedynego gola dla Belgii z rzutu karnego pod koniec pierwszej połowy w przegranym 1:2 z przyszłymi Mistrzami Europy Włochami. Dwa dni po finale Lukaku jako jedyny belgijski zawodnik został wybrany do drużyny turnieju.
5 września 2021 Lukaku wystąpił po raz setny w reprezentacji Belgii przeciwko Czechom, strzelając przy tym 67. gola.
10 listopada 2022 został powołany na Mistrzostwa Świata 2022 w Katarze. W ostatnim meczu fazy grupowej Belgia traciła tylko punkt do Chorwacji, z którą grała, i musiała wygrać, aby awansować do fazy pucharowej. Lukaku nie wykorzystał czterech wyraźnych szans przed bramką, aby zdobyć bramkę w ostatecznym remisie 0:0, co wyeliminowało Belgię z turnieju, zajmując trzecie miejsce w swojej grupie.
Podczas kwalifikacji do Mistrzostw Europy 2024 Lukaku strzelił 14 goli w ośmiu występach, bijąc rekord bramek strzelonych przez zawodnika w eliminacjach do Mistrzostw Europy. 
28 maja 2024 został powołany do 25-osobowego składu na Mistrzostwa Europy 2024 w Niemczech. 17 czerwca w pierwszym meczu grupowym VAR unieważnił mu dwa gole ze Słowacją, który zakończył się porażką 0:1. Wystąpił w pozostałych dwóch meczach grupowych wygranym 2:0 z Rumunią i remisie 0:0 z Ukrainą. W meczu 1/8 finału rozegrał całe spotkanie w którym odpadli po porażce 0:1 z Francją po samobójczym golu Jana Vertonghena.

## Statystyki

### Klubowe
(aktualne na 27 lipca 2025)
| Klub                        | Sezon              | Liga               | Liga  | Liga   | Puchar kraju | Puchar kraju | Puchar ligi | Puchar ligi | Europa | Europa | Inne  | Inne   | Ogólnie | Ogólnie |
| Klub                        | Sezon              | Liga               | Mecze | Bramki | Mecze        | Bramki       | Mecze       | Bramki      | Mecze  | Bramki | Mecze | Bramki | Mecze   | Bramki  |
| --------------------------- | ------------------ | ------------------ | ----- | ------ | ------------ | ------------ | ----------- | ----------- | ------ | ------ | ----- | ------ | ------- | ------- |
| RSC Anderlecht              | 2008/2009          | Eerste klasse      | 1     | 0      | –            | –            | –           | –           | –      | –      | –     | –      | 1       | 0       |
| RSC Anderlecht              | 2009/2010          | Eerste klasse      | 33    | 15     | 1            | 0            | –           | –           | 11     | 4      | –     | –      | 45      | 19      |
| RSC Anderlecht              | 2010/2011          | Eerste klasse      | 37    | 16     | 2            | 0            | –           | –           | 11     | 4      | –     | –      | 50      | 20      |
| RSC Anderlecht              | 2011/2012          | Eerste klasse      | 2     | 2      | –            | –            | –           | –           | –      | –      | –     | –      | 2       | 2       |
| RSC Anderlecht              | Ogólnie            | Ogólnie            | 73    | 33     | 3            | 0            | 0           | 0           | 22     | 8      | 0     | 0      | 98      | 41      |
| Chelsea                     | 2011/2012          | Premier League     | 8     | 0      | 1            | 0            | 3           | 0           | –      | –      | –     | –      | 12      | 0       |
| Chelsea                     | 2013/2014          | Premier League     | 2     | 0      | –            | –            | –           | –           | –      | –      | 1     | 0      | 3       | 0       |
| Chelsea                     | Ogólnie            | Ogólnie            | 10    | 0      | 1            | 0            | 3           | 0           | 0      | 0      | 1     | 0      | 15      | 0       |
| West Bromwich Albion (wyp.) | 2012/2013          | Premier League     | 35    | 17     | 2            | 0            | 1           | 0           | –      | –      | –     | –      | 38      | 17      |
| West Bromwich Albion (wyp.) | Ogólnie            | Ogólnie            | 35    | 17     | 2            | 0            | 1           | 0           | 0      | 0      | 0     | 0      | 38      | 17      |
| Everton (wyp.)              | 2013/2014          | Premier League     | 31    | 15     | 1            | 1            | 1           | 0           | –      | –      | –     | –      | 33      | 16      |
| Everton                     | 2014/2015          | Premier League     | 36    | 10     | 2            | 2            | 1           | 0           | 9      | 8      | –     | –      | 48      | 20      |
| Everton                     | 2015/2016          | Premier League     | 37    | 18     | 3            | 3            | 6           | 4           | –      | –      | –     | –      | 46      | 25      |
| Everton                     | 2016/2017          | Premier League     | 37    | 25     | 1            | 1            | 1           | 0           | –      | –      | –     | –      | 39      | 26      |
| Everton                     | Ogólnie            | Ogólnie            | 141   | 68     | 7            | 7            | 9           | 4           | 9      | 8      | 0     | 0      | 166     | 87      |
| Manchester United           | 2017/2018          | Premier League     | 34    | 16     | 6            | 5            | 2           | 0           | 8      | 5      | 1     | 1      | 51      | 27      |
| Manchester United           | 2018/2019          | Premier League     | 32    | 12     | 3            | 1            | 1           | 0           | 9      | 2      | –     | –      | 45      | 15      |
| Manchester United           | Ogólnie            | Ogólnie            | 66    | 28     | 9            | 6            | 3           | 0           | 17     | 7      | 1     | 1      | 96      | 42      |
| Inter Mediolan              | 2019/2020          | Serie A            | 36    | 23     | 4            | 2            | –           | –           | 11     | 9      | –     | –      | 51      | 34      |
| Inter Mediolan              | 2020/2021          | Serie A            | 36    | 24     | 3            | 2            | –           | –           | 5      | 4      | –     | –      | 44      | 30      |
| Inter Mediolan              | Ogólnie            | Ogólnie            | 72    | 47     | 7            | 4            | 0           | 0           | 16     | 13     | 0     | 0      | 95      | 64      |
| Chelsea                     | 2021/2022          | Premier League     | 26    | 8      | 6            | 3            | 4           | 0           | 6      | 2      | 2     | 2      | 44      | 15      |
| Chelsea                     | Ogólnie            | Ogólnie            | 26    | 8      | 6            | 3            | 4           | 0           | 6      | 2      | 2     | 2      | 44      | 15      |
| Inter Mediolan (wyp.)       | 2022/2023          | Serie A            | 25    | 10     | 4            | 1            | –           | –           | 7      | 3      | 0     | 0      | 36      | 14      |
| Inter Mediolan (wyp.)       | Ogólnie            | Ogólnie            | 25    | 10     | 4            | 1            | 0           | 0           | 7      | 3      | 0     | 0      | 36      | 14      |
| AS Roma (wyp.)              | 2023/2024          | Serie A            | 32    | 13     | 2            | 1            | –           | –           | 13     | 7      | –     | –      | 47      | 21      |
| AS Roma (wyp.)              | Ogólnie            | Ogólnie            | 32    | 13     | 2            | 1            | 0           | 0           | 13     | 7      | 0     | 0      | 47      | 21      |
| SSC Napoli                  | 2024/2025          | Serie A            | 36    | 14     | 2            | 0            | –           | –           | 0      | 0      | –     | –      | 38      | 14      |
| SSC Napoli                  | Ogólnie            | Ogólnie            | 36    | 14     | 2            | 0            | 0           | 0           | 0      | 0      | 0     | 0      | 38      | 14      |
| Ogólnie w karierze          | Ogólnie w karierze | Ogólnie w karierze | 516   | 238    | 43           | 22           | 20          | 4           | 90     | 48     | 4     | 3      | 673     | 315     |

### Reprezentacyjne
(aktualne na 27 marca 2025)
| Reprezentacja | Rok     | Mecze | Bramki |
| ------------- | ------- | ----- | ------ |
| Belgia        | 2010    | 8     | 2      |
| Belgia        | 2011    | 5     | 0      |
| Belgia        | 2012    | 5     | 1      |
| Belgia        | 2013    | 8     | 2      |
| Belgia        | 2014    | 11    | 6      |
| Belgia        | 2015    | 5     | 0      |
| Belgia        | 2016    | 14    | 11     |
| Belgia        | 2017    | 9     | 9      |
| Belgia        | 2018    | 14    | 11     |
| Belgia        | 2019    | 5     | 7      |
| Belgia        | 2020    | 5     | 5      |
| Belgia        | 2021    | 12    | 11     |
| Belgia        | 2022    | 3     | 0      |
| Belgia        | 2023    | 9     | 15     |
| Belgia        | 2024    | 7     | 2      |
| Belgia        | 2025    | 2     | 3      |
| Ogólnie       | Ogólnie | 122   | 88     |

## Sukcesy

### RSC Anderlecht
- Mistrzostwo Belgii: 2009/2010

### Inter Mediolan
- Mistrzostwo Włoch: 2020/2021
- Superpuchar Włoch: 2022

### Chelsea
- Klubowe mistrzostwo świata: 2021

### Reprezentacyjne
- 3. miejsce na Mistrzostwach świata: 2018

### Indywidualne
- Król strzelców Eerste klasse: 2009/2010 (15 goli)
- Król strzelców Klubowych mistrzostw świata: 2021 (2 gole)[c]
- Król strzelców Ligi Europy UEFA: 2014/2015 (8 goli)[d]
- Król strzelców Ligi Narodów UEFA: 2020/2021 (6 goli)[e]

### Wyróżnienia
- Belgijski Hebanowy But: 2011[50]
- Najlepszy Piłkarz Serie A: 2021[51]
- Piłkarz sezonu Serie A: 2020/2021[52]
- Piłkarz sezonu Ligi Europy UEFA: 2019/2020[53]
- Piłkarz miesiąca Premier League: Marzec 2017[54]
- Piłkarz miesiąca Serie A: Luty 2021[55]
- Najlepszy strzelec rozgrywek międzynarodowych według IFFHS: 2020[56]
- Drużyna sezonu Ligi Europy UEFA: 2019/2020[57]
- Drużyna sezonu Serie A: 2020/2021

### Rekordy
- Najskuteczniejszy zawodnik w historii reprezentacji Belgii: 77 goli[58]

## Życie prywatne
Ojciec Romelu – Roger Lukaku, był zawodowym piłkarzem i występował dla reprezentacji Zairu. Jego młodszy brat – Jordan Lukaku, również jest piłkarzem.
Jest praktykującym katolikiem.